# Tipula (Sinotipula) subcinerea
Tipula (Sinotipula) subcinerea is een tweevleugelige uit de familie langpootmuggen (Tipulidae). De soort komt voor in het Nearctisch gebied.